# کامیلو ژیروتی
کامیلو ژیروتی (انگلیسی: Camillo Girotti; ۲۷ فوریهٔ ۱۹۱۸ – ۱۹ نوامبر ۱۹۹۲) بازیکن فوتبال اهل ایتالیا بود.
از باشگاه‌هایی که در آن بازی کرده‌است می‌توان به باشگاه فوتبال اینتر میلان و باشگاه فوتبال پارما اشاره کرد.